# Улица Йодлова
Улица Йодлова (пол. Ulica Jodłowa — Пихтовая) — очень короткая, менее 100 м, улица во Вроцлаве в историческом районе Старый город. Соединяет площадь Новы Тарг с Площадью Епископа Нанкера. Проложена в средние века. На восточной стороне улицы есть памятник романской архитектуры.

## История
Впервые упоминается в 1359 году. Носила ремесленный характер, среди проживавших здесь указаны плотник, пергаментщик и проволочник.
Застройка улицы серьёзно пострадала в конце Второй мировой войны, первые разрушения были нанесены в марте 1945 года, а самые большие во время гигантского пожара после воздушной бомбардировки с использованием фосфорных бомб 1 апреля 1945 года. В послевоенные годы некоторые многоквартирные дома были снесены и заменены новой застройкой. В процессе реконструкции на улице были обнаружены фрагменты здания XIII века, после того законсервированные и встроенные в современное здание.
При германских властях носила название Танненгассе, происхождение которого доподлинно не установлено, возможно оно было связано с существовавшей здесь прежде рощей (нем. Tannen — по-немецки пихта).
Современное название улице было дано муниципальным советом постановлением № 97 от 31.11.1945 г.

## Достопримечательности

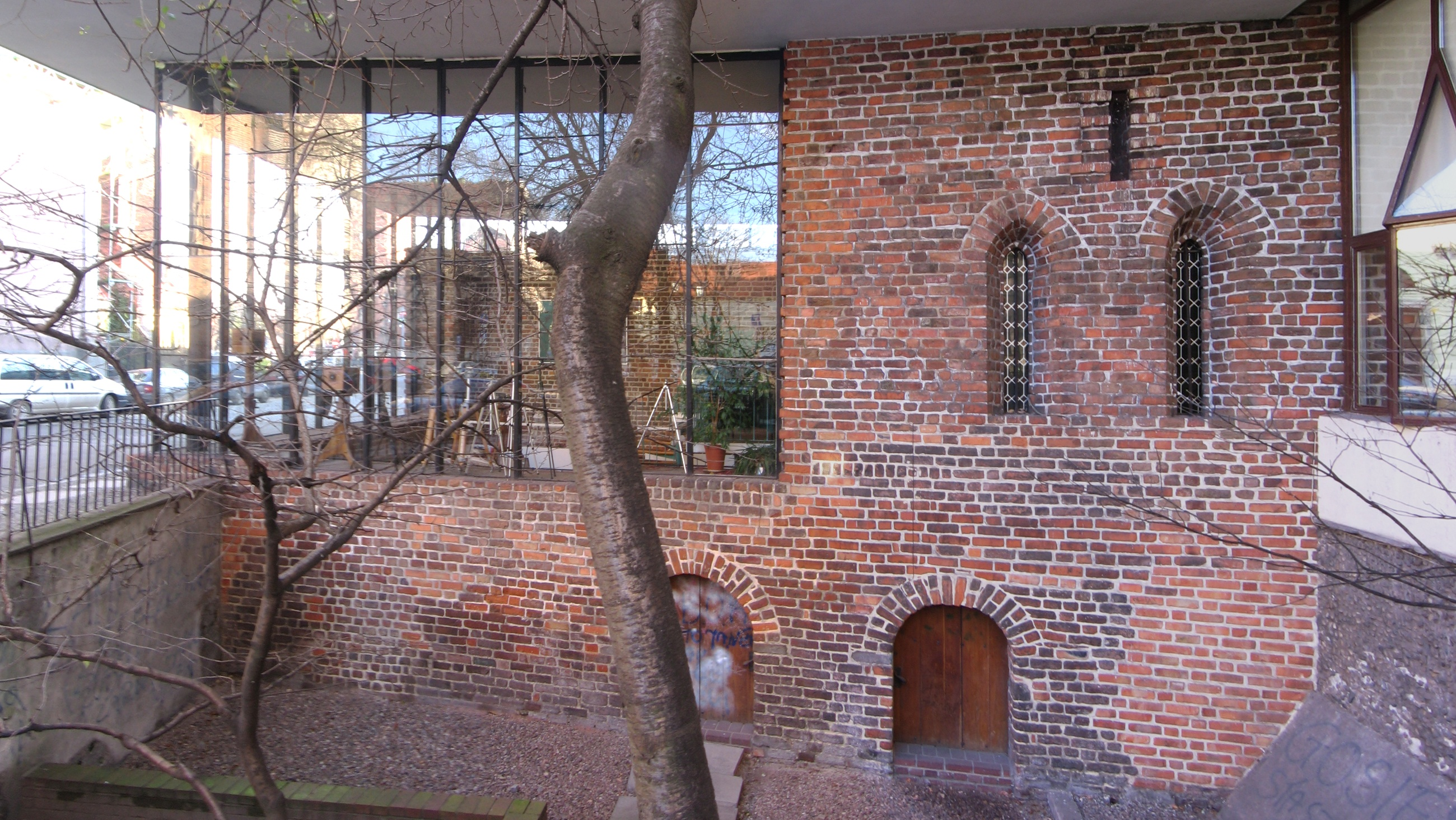
Романский дом